# Новь (роман)
«Новь» — последний и самый длинный роман Ивана Сергеевича Тургенева. Это единственное из объёмных произведений Тургенева, в подзаголовке которого автор определил его жанр — «роман». Работа над ним шла с 1871 по 1876 год. Опубликован в 1877 году в двух первых номерах журнала «Вестник Европы».

## Персонажи
- Алексей Дмитриевич Нежданов — студент, революционер, молодой человек двадцати трёх лет, незаконнорождённый сын князя Г. и гувернантки.
- Пимен Остродумов — революционер, «человек лет двадцати семи, небрежно и бедно одетый».
- Фёкла Машурина — революционерка, эмансипированная женщина тридцати лет, безответно влюблена в Нежданова.
- Сила Самсонович Паклин — маленький, хромой, болтливый молодой человек, «сочувствующий» революционерам.
- Борис Андреевич Сипягин — дворянин с либеральными взглядами, «мужчина лет под сорок, высокого росту, стройный и величавый». Прототипами Сипягина послужили, по свидетельству Тургенева, министр государственных имуществ П. А. Валуев и государственный контролёр, впоследствии министр финансов А. А. Абаза[4]
- Валентина Михайловна Сипягина — жена Сипягина, женщина тридцати лет.
- Николай Борисович Сипягин — их сын девяти лет.
- Семён Петрович Калломейцев — помещик с реакционными взглядами, сосед Сипягиных, камер-юнкер, молодой мужчина тридцати двух лет. Прототипами Калломейцева послужили М. Н. Лонгинов и Б. М. Маркевич.[4]
- Марианна Викентьевна Синецкая — племянница Сипягина, молодая девушка, возлюбленная Нежданова, становится революционеркой.
- Анна Захаровна Сипягина — тетка Сипягина, старая дева.
- Сергей Михайлович Маркелов — брат Сипягиной, помещик, революционер.
- Василий Федотович Соломин — управляющий бумагопрядильной фабрикой, «сочувствующий» революционерам.
- Павел Егорович — доверенное лицо Соломина.
- Татьяна Осиповна — жена Павла.
- Капитон Андреевич Голушкин — купец, «жуир, эпикуреец на русский лад».
- Василий — приказчик Голушкина.
- Фома Лаврентьевич и Евфимия Павловна Субочевы — дворяне, родственники Паклина, «люди восемнадцатого века».
- Снандулия Самсоновна Паклина — горбатая сестра Паклина.
- Кисляков — революционер, молодой странствующий пропагандист.

## Сюжет романа
В центре романа — зарождающееся в России 1868 года движение революционеров-народников. Борис Андреевич Сипягин, сановник из поколения «просвещённых бюрократов», нанимает на лето студента Алексея Нежданова учителем для своего сына. В имении Сипягина Нежданов встречает его племянницу — молодую девушку Марианну, которая живёт в доме на правах бедной родственницы и преподаёт французский сыну Сипягина.
Увлёкшись революционными идеями Нежданова, Марианна влюбляется в него. Молодые люди совершают побег из дома Сипягина и поселяются во флигеле бумагопрядильной фабрики, где управляющим работает их друг Василий Соломин, который хотя и сочувствует революционным идеям, но относится к ним скептически, предпочитая более практические дела (например, при фабрике он открыл школу и больницу). Нежданов начинает «ходить в народ», надев кафтан, сапоги и картуз со сломанным козырьком, но мужики к нему враждебны и речей его не понимают. Нежданов разочаровывается в революционных идеях и стреляет себе в сердце. На смертном одре раненый революционер «поручает» свою невесту Соломину. После смерти Нежданова Соломин и Марианна венчаются.

## Критика
Чтобы роман прошёл цензуру, Тургеневу пришлось обойти в нём многие опасные места. Тем не менее вторая часть «Нови» была пропущена цензурой только потому, что первая часть романа уже была опубликована, и запрет на публикацию второй грозил вызвать скандал в обществе. Первоначальная реакция критиков на «Новь» была преимущественно отрицательной, причём как со стороны консервативного лагеря, возмущённого сатирическим изображением в романе сановника Сипягина, так и со стороны народников, в частности Лопатина, отмечавших незнание автором многих сторон деятельности революционеров. Однако после появления в печати материалов судебного дела «процесса пятидесяти» и особенно после судебного процесса Веры Засулич отношение к «Нови» в демократическом лагере стало меняться. Некоторые критики, сравнивая образ Марианны в романе и Засулич, даже называли Тургенева пророком. Современник Тургенева писатель В. М. Гаршин писал о прочитанном романе:

Ив<ан> Серг<еевич> на старости лет тряхнул стариной. Что за прелесть! Я не понимаю только, как можно было, живя постоянно не в России, так гениально угадать всё это.

Литературовед Д. Мирский относил изображение семьи Сипягиных в «Нови» к лучшим сатирическим страницам Тургенева, но вместе с тем считал, что долгие годы жизни за границей не позволили Тургеневу достоверно отобразить жизнь и заботы нового поколения соотечественников: «изображение революционеров семидесятых годов здесь напоминает рассказ о чужой стране человека, который никогда в ней не бывал».
В публикации (2018) о забытом романе журналист Максим Семеляк назвал его недооценённым и нашёл в нём «насмешливую лёгкость, параллели с современной повесткой и вековой русский сон».